# Azé, Mayenne

Azé este o comună în departamentul Mayenne, Franța. În 2009 avea o populație de 3,262 de locuitori.